# 22 Andromedae
22 Andromedae (kurz 22 And) ist ein gelblich schimmernder, mit dem bloßen Auge gerade noch wahrnehmbarer Stern im nördlichen Sternbild Andromeda. Seine scheinbare Helligkeit beträgt 5,04m. Nach Parallaxen-Messungen der Raumsonde Gaia ist er etwa 1500 Lichtjahre von der Erde entfernt.
22 And ist ein Einzelstern, hat also keinen stellaren Begleiter. Er gehört der Spektralklasse F5 Ib-II an und befindet sich entsprechend der hierbei notierten Leuchtkraftklasse im Übergangsbereich zwischen den hellen Riesensternen und leuchtschwächeren Überriesen. Die effektive Temperatur seiner Photosphäre beträgt etwa  6270 Kelvin. Er besitzt ungefähr 6,1 Sonnenmassen, und aus seinem gemessenen Winkeldurchmesser von circa 0,57 Millibogensekunden sowie seiner Entfernung ergibt sich sein physischer Durchmesser zu rund 28 Sonnendurchmessern. An Leuchtkraft übertrifft er die Sonne um das etwa 1436-fache. Der Stern dreht sich mit einer projizierten Rotationsgeschwindigkeit von 47 km/s um seine eigene Achse. Sein Alter dürfte bei rund 62 Millionen Jahren liegen.